# 배기태
배기태(1965년 5월 3일~)는 대한민국의 스피드 스케이팅 선수이다. 1980년대 중반부터 남자 단거리 부문 월드컵에서 여러 차례 입상하는 등 세계 상위권의 선수로 이름을 알렸다. 1988년 동계 올림픽에 참가하였으며, 500m에서 5위, 1000m에서 9위에 올랐다. 당시 대한민국 최초의 동계 올림픽 메달 획득에 대한 기대가 매우 컸으나, 근소한 차이로 메달을 따지는 못했다. 비록 메달을 얻지 못했으나, 그는 당시까지 대한민국의 동계 올림픽 출전 사상 가장 메달권에 근접하는 성적을 내어 큰 가능성을 남겼다. 1990년, 세계 스프린트 선수권 대회에서 우승한 후 은퇴했다.

## 개인 최고 기록
| 종목   | 기록         | 날짜         | 대회                                      | 장소                | 기타 |
| ------ | ------------ | ------------ | ----------------------------------------- | ------------------- | ---- |
| 500m   | 36초 89      | 1988. 03. 05 | 세계 올라운드 스피드 스케이팅 선수권 대회 | 소련 알아아타 Medeo | N    |
| 1000m  | 1분 14초 07  | 1987. 12. 06 | 1987-88 스피드 스케이팅 월드컵            | 캐나다 캘거리       | N    |
| 1500m  | 1분 55초 54  | 1987. 02. 15 |                                           | 네덜란드 헤이렌베인 | N    |
| 3000m  | 4분 13초 62  | 1983. 12. 10 | 인첼 국제 초청 빙상 대회                  | 서독 인첼           |      |
| 5000m  | 7분17초 80   | 1986. 02. 15 |                                           | 서독 인첼           |      |
| 10000m | 15분 29초 31 | 1984. 01. 29 |                                           | 서독 인첼           |      |